# Experimentelle Pharmakologie
Die experimentelle Pharmakologie ist ein naturwissenschaftlich-medizinisches Fachgebiet innerhalb der Pharmakologie. In der experimentellen Pharmakologie wird anhand von Modellsystemen versucht, die pharmakologischen Eigenschaften eines (potenziellen) Arzneistoffs oder einer Arzneimittelzubereitung zu simulieren. Diese Untersuchungen finden in der Regel vor der klinischen Prüfung des Arzneimittels statt.

## Methoden
Die in der experimentellen Pharmakologie verwendeten Untersuchungsmethoden schließen sowohl In-vitro- als auch In-vivo-Untersuchungen ein. Es werden sowohl Arzneistoffprüfungen an Enzymen, Zellkulturen und Gewebeproben, als auch Tierversuche durchgeführt.
Mittels radiopharmazeutischer Methoden können Stoffwechselwege in pharmakologisch unwirksam niedrigen Dosierungen untersucht werden.

## Geschichte
- Rudolf Buchheim gründete 1849 in Dorpat das erste Spezialinstitut für experimentelle Pharmakologie und stellte auch das Forschungsprogramm für das neue Fachgebiet auf.[1]

## Bedeutende Pharmakologen
Wichtige Beiträge auf dem Gebiet der experimentellen Pharmakologie leisteten u. a.:
- Henry Hallett Dale (Nobelpreisträger, Entdecker der Funktion verschiedener Transmitter)
- Paul Ehrlich (Nobelpreisträger, prägte den Begriff "Rezeptor", Erfinder des Arsphenamins)
- Alfred Joseph Clark (Begründer der Rezeptortheorie auf der Basis des Massenwirkungsgesetzes)
- Everhardus Jacobus Ariëns (Rezeptortheorie, enantiomerenreine Arzneistoffe)
- Alexander Fleming (Nobelpreisträger, Entdecker der Penicillins)
- Heinz Otto Schild (Rezeptortheorie, Schild-Plot)
- John Robert Vane (Nobelpreisträger, Entdecker des Wirkmechanismus von Acetylsalicylsäure)
- Albert Hofmann (Erfinder des LSD)
- James Whyte Black (Nobelpreisträger, Erfinder der Betablocker, Beitrag zur Rezeptortheorie (Operational Model))
- Alfred Goodman Gilman (Nobelpreisträger, Entdeckung der G-Proteine)
- Robert Francis Furchgott (Nobelpreisträger, Beitrag zur Rezeptortheorie, Entdecker des EDRFs)